# Hans Schwaier
Hansjörg Schwaier (* 24. März 1964 in Mindelheim) ist ein ehemaliger deutscher Tennisspieler.

## Karriere
Seine Höchstplatzierung – Platz 38 in der Weltrangliste – erreichte Schwaier am 9. September 1985. Er gehörte zum Aufgebot des deutschen Davis-Cup-Teams, mit einer 3:1-Bilanz. Er gewann im Davis Cup Viertelfinale 1985 sein Einzel gegen Aaron Krickstein und bescherte damit dem deutschen Team den ersten Sieg gegen die USA. Obwohl er ein Sandplatzspezialist war gelang ihm bei den Junioren 1981 der Einzug ins Finale der US Open, welche auf Hartplatz gespielt werden.
Hansjörg Schwaier ist der bis jetzt einzige deutsche Tennisspieler, der von der Jugend bis zu den Herren alle Titel bei deutschen Meisterschaften gewinnen konnte. Zudem wurde er mit dem MTTC Iphitos München Deutscher Mannschaftsmeister. Sein größter Erfolg bei der ATP Tour war der Finaleinzug bei den BMW Open in München 1985. Schwaier leitet nun eine Tennisschule, die er 1994 zusammen mit seinem früheren Erfolgstrainer Tom Würth († 2022) auf der Tennisanlage des TC Riemerling e. V. im Süd-Osten Münchens gründete.

## Spielweise
Hansjörg Schwaier zeichnete sich vor allem durch sein Defensivspiel aus, welches durch einen extremen Topspin bei der Vorhand, als auch bei der Rückhand charakterisiert wurde. So versuchte er den Gegner in lange Grundlinienduelle zu verwickeln.
Aufgrund dieser Spielweise favorisierte er den eher langsamen Sandbelag.

## Erfolge

### Einzel

#### Challenger Tour
| Nr. | Datum            | Turnier    | Belag | Finalgegner    | Ergebnis      |
| --- | ---------------- | ---------- | ----- | -------------- | ------------- |
| 1.  | 1. April 1985    | Tunis      | Sand  | Wolfgang Popp  | 6:4, 6:2      |
| 2.  | 19. Oktober 1986 | Casablanca | Sand  | Jörgen Windahl | 6:3, 6:3      |
| 3.  | 11. Oktober 1987 | Messina    | Sand  | Markus Rackl   | 6:3, 4:6, 6:4 |